# Scott Millan
Scott Millan, född 1954 i Los Angeles, är en amerikansk ljudmixare som har vunnit fyra Oscar för bästa ljud och blivit nominerad till ytterligare fem Oscar. Filmerna han har vunnit Oscar för är Apollo 13, Gladiator, Ray och The Bourne Ultimatum.

## Vinnare och nomineringar
- 1. Schindler's List (1993)
- 2. Braveheart (1995)
- 3. Apollo 13 (1995) (Vann)
- 4. Gladiator (2000) (Vann)
- 5. Road to Perdition (2002)
- 6. Ray (2004) (Vann)
- 7. The Bourne Ultimatum (2007) (Vann)
- 8. Salt (2010)
- 9. Skyfall (2012)